# Indosasa gigantea
Indosasa gigantea är en gräsart som först beskrevs av Tai Hui Wen, och fick sitt nu gällande namn av Tai Hui Wen. Indosasa gigantea ingår i släktet Indosasa och familjen gräs. Inga underarter finns listade i Catalogue of Life.